# Олимпийски стадион (Сеул)
Олимпийският стадион в Сеул, още познат като Jamsil Olympic Stadium, е централното място по време на Олимпийските игри през 1988 г.
Намира се в Сеул, столицата на Южна Корея.